# Jay Deakin
Jay Deakin es un deportista canadiense que compitió en vela en la clase Soling. Ganó una medalla de plata en el Campeonato Mundial de Soling de 2006.

## Palmarés internacional
| Campeonato Mundial | Campeonato Mundial         | Campeonato Mundial | Campeonato Mundial |
| Año                | Lugar                      | Medalla            | Clase              |
| ------------------ | -------------------------- | ------------------ | ------------------ |
| 2006               | Annapolis (Estados Unidos) | Medalla de plata   | Soling             |